# オペレーター (生物学)

オペレーターによるラクトースオペロンの転写調節の仕組み。　1: RNAポリメラーゼ、2: リプレッサー、3: プロモーター、4: オペレーター、5: ラクトースの誘導体、6: lacZ、7: lacY、8: lacA
なお、6、7、8が転写するのはラクターゼである。
上: 遺伝子がオフの状態。リプレッサーを阻害するラクトースの誘導体が存在しないので、リプレッサーはオペレーターに結合する。それによって、ラクターゼの合成の開始が妨げられている。
下: 遺伝子がオンの状態。ラクトースの誘導体はリプレッサーがオペレーターに結合することを阻害し、RNAポリメラーゼがプロモーターに結合して遺伝子が発現し、ラクターゼの合成が開始される。最終的に、ラクターゼはリプレッサーに結合するものがなくなるまで、ラクトースを分解する。するとリプレッサーは再びオペレーターに結合し、ラクターゼの合成を止める。

オペレーター（operator）とは、構造遺伝子に隣接し、構造遺伝子のmRNA合成を制御する塩基配列のことである。オペレーターにリプレッサーが結合したり脱離することにより転写が調節される。

## 概要
オペレーターは転写調節領域に分類される塩基配列で、構造遺伝子のmRNA合成を制御する。原核生物でのみみられる塩基配列であると考えられてきたが、真核生物でも見つかっている。調節遺伝子の一種とすることもある。プロモーターと構造遺伝子の間の塩基配列中に位置することが多いが、プロモーターと一部、またはすべてが重なり合って存在することもある。1つのオペレーターは1つのオペロンを制御している。オペレーターのほとんどはシグナル依存型の転写調節を行う。主にリプレッサーがオペレーターに結合または脱離することで、RNAポリメラーゼのDNA上の動きを調節し、間接的にオペロンの遺伝子発現の調節を行う。原核生物はポリシストロン型のmRNAであることがほとんどであるがために、原核生物のオペレーターは往々にしてタンパク質及び生体反応全体を調節することになる。ただし、真核生物のオペロンからはモノシストロンのmRNAが形成される。なお、オペレーターの働きは1961年にフランソワ・ジャコブとジャック・モノーによって提唱された。彼らは後に、アンドレ・ルヴォフと共に1965年、ノーベル生理学・医学賞を受けた。